# Тюлькин, Павел Петрович
Па́вел Петро́вич Тю́лькин (16 ноября 1926, Липовка, Юринский кантон, Марийская автономная область, РСФСР — 8 апреля 1945, Экриттен, провинция Кёнигсберг, Восточная Пруссия) — советский военный деятель. В годы Великой Отечественной войны — командир взвода 246 отдельной разведывательной роты 192-й стрелковой дивизии на Западном фронте, старшина. Кавалер 6 боевых орденов, в том числе ордена Славы и четырёх орденов Отечественной войны. Кандидат в члены ВКП(б).

## Биография
Родился 16 ноября 1926 года в дер. Липовка ныне Юринского района Марий Эл в крестьянской семье. С началом Великой Отечественной войны его отец и брат погибли на фронте.
В ноябре 1943 года призван в РККА. Участник Великой Отечественной войны: с августа 1944 года — рядовой 246 отдельной разведывательной роты 192-й стрелковой дивизии на Западном фронте, рядовой, ранен. В 1945 году стал кандидатом в члены ВКП(б), с января того же года командир взвода 192-й стрелковой дивизии, старшина. Бесстрашный, особо ценный разведчик: входил в группу захвата языков, первым врывался в траншеи, уничтожал врагов и брал контрольного пленного, который давал ценные сведения. 
В апреле 1945 года, выполняя очередное задание, попал в плен у местечка Экриттен в провинции Кёнигсберг Восточной Пруссии, казнён. Умер от ран 8 апреля 1945 года в медсанбате, похоронен в братской могиле на кладбище п. Муромское Зеленоградского района Калининградской области.
За мужество и героизм награждён орденом Славы III степени, орденом Отечественной войны I (дважды) и II (дважды) степени и орденом Красной Звезды.

## Боевые награды
- Орден Славы III степени (28.09.1944)[3][4]
- Орден Отечественной войны I степени (03.11.1944, 02.04.1945)[3][4]
- Орден Отечественной войны II степени (15.12.1944, 05.04.1945)[3][4]
- Орден Красной Звезды (29.01.1945)[3][4]

## Память
Его имя высечено на мемориальной плите мемориального комплекса кладбища п. Муромское Зеленоградского района Калининградской области. 